# Oeclidius koebelei
Oeclidius koebelei är en insektsart som beskrevs av Frederick Arthur Godfrey Muir 1934. Oeclidius koebelei ingår i släktet Oeclidius och familjen Kinnaridae. Inga underarter finns listade i Catalogue of Life.